# Ariamnes I
Ariamnes I (grec antic: Αριάμνης, Ariámnēs) és esmentat per Diodor de Sicília com a sàtrapa de Capadòcia vers el 510 aC. Seria el primer sàtrapa conegut de Katpatuka, nom persa del país, però el llinatge donat per Diodor es considera fictici.